# Trichomycterus alterus
Trichomycterus alterus är en fiskart som först beskrevs av Marini, Nichols och La Monte, 1933.  Trichomycterus alterus ingår i släktet Trichomycterus och familjen Trichomycteridae. Inga underarter finns listade i Catalogue of Life.